# Brodhead (Kentucky)
Brodhead es una ciudad ubicada en el condado de Rockcastle en el estado estadounidense de Kentucky. En el Censo de 2010 tenía una población de 1211 habitantes y una densidad poblacional de 342,04 personas por km².

## Geografía
Brodhead se encuentra ubicada en las coordenadas 37°24′9″N 84°24′56″O / 37.40250, -84.41556. Según la Oficina del Censo de los Estados Unidos, Brodhead tiene una superficie total de 5.7 km², de la cual 5.7 km² corresponden a tierra firme y (0%) 0 km² es agua.

## Demografía
Según el censo de 2010, había 1211 personas residiendo en Brodhead. La densidad de población era de 342,04 hab./km². De los 1211 habitantes, Brodhead estaba compuesto por el 98.02% blancos, el 0.08% eran afroamericanos, el 0.25% eran amerindios, el 0.17% eran asiáticos, el 0% eran isleños del Pacífico, el 0.25% eran de otras razas y el 1.24% pertenecían a dos o más razas. Del total de la población el 0.99% eran hispanos o latinos de cualquier raza.